# Leeuwendalers
Leeuwendalers is een toneelstuk van Joost van den Vondel uit 1647-1648. Het is Vondels enige lantspel oftewel een naar het Nederlandse boerenland verplaatst herdersspel in de traditie van Vergilius' Bucolica. Vondel schreef het in het kader van de viering van de Vrede van Münster. De première vond plaats op 7 mei 1648.

## Rolverdeling (Personaedjen)
- Kommeryn: Vredegunts minnemoeder.
- Blinde Wouter: roeper en bode.
- Adelaert: Lantskroons voesterkint.
- Hageroos: Groote Vrericks voesterkint.
- Rey van Leeuwendalers
- Heereman: Heemraet van de Zuidtzijde. (lid van de dorpsraad)
- Volckaert: Heemraet van de Noortzijde.
- Lantskroon: Heerschappen.
- Vrerick: Heerschappen.
- Warner: Huismans. (boer)
- Govaert: Huismans.
- Velleede: Priesterin en Waerzeggerin van Pan.
- De Wildeman.
- Pan: Vee-en-jaghtgodt.

## Verhaal
Vondel bezingt dichterlijk de verzoening tussen Noord en Zuid in Leeuwendal. Onder een heidens mythologisch mom stelt hij het voor, alsof op een feest ter ere van de god Pan een vete is ontstaan tussen Noord en Zuid, waardoor jaarlijks een jongeling van Noord of Zuid, door het lot aangewezen, moet worden geofferd als zoen voor de beledigde godheid. Naar de spreuk van een orakel zal deze plaag pas dan ophouden als de Wildeman, die uit naam van Pan steeds het offer komt opeisen, zijn boog zal richten op zijn eigen hart. Dit geschiedt, als Adelaert, door het lot aangewezen, zich op het moment dat de Wildeman komt om hem te treffen, zich plotseling gedekt ziet door Hageroos, een vondelinge, wier afkomst nu door de voedster, Kommerijn, wordt geopenbaard. Zij is uit het geslacht van Pan en nu is de orakelspreuk in vervulling gegaan; de vrede tussen Noord en Zuid wordt een feit, en Adelaert en Hageroos, die elkaar al lange tijd liefhadden, worden in het huwelijk verenigd…

## Hoorspel
Leeuwendalers werd op maandag 3 december 1979 als hoorspel uitgezonden door de NCRV. Voor de bewerking zorgde Herman Pleij. De regisseur was Johan Wolder. De uitzending duurde 53 minuten.
De rolverdeling was als volgt:
- Hans Dagelet (Adelaert)
- Willie Maasdam (Hageroos)
- Kitty van Wijk (Kommerijn)
- Paul van der Lek (Volckaert)
- Hans Veerman (Heereman)
- Piet Ekel (Warner)
- Guus Hoes (Govert)
- Jan Wegter (Wouter)
- John Leddy (Wildeman)
- Bert Dijkstra (Vrerick)
- Peter Aryans (Lantskroon)
- Joris Bonsang (Pan)
- Els Buitendijk (vertelster)

### Edities
- Vondel, J. v., 1647, I.V. Vondels Leeuwendalers. Lantspel., Amsterdam, Voor Abraham de Wees, Boeckverkooper op den Middeldam
- Moller, H.W.E. (red.), 1931, "Leeuwendalers. Lantspel.", in: Sterck, J.M.F. e.a. (red.), De werken van Vondel. Deel 5. 1645-1656, Amsterdam, De Maatschappij voor goede en goedkoope lectuur (Wereldbibliotheek), naar de uitgave van 1647; te lezen op DBNL(KB)

### Secundaire literatuur
- Smit, W.A.P., 1956, "Leeuwendalers (intermezzo)", in: Van Pascha tot Noah. Deel 1: Het Pascha - Leeuwendalers, p.
- Porteman, K., 2000, "Vondels vermakelijke Leeuwendalers (1648-1998)", Verslagen en mededelingen van de Koninklijke Academie voor Nederlandse taal- en letterkunde, Jaargang 2000, p. 95-105; te lezen op DBNL(KB)